# Século de Ouro Espanhol

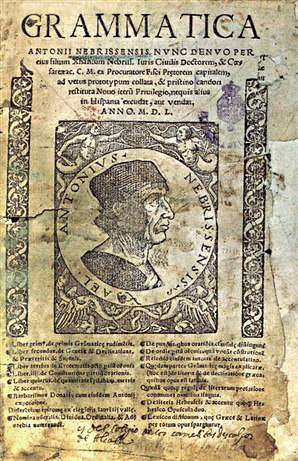
Frontispício da Grammatica, de Nebrija.

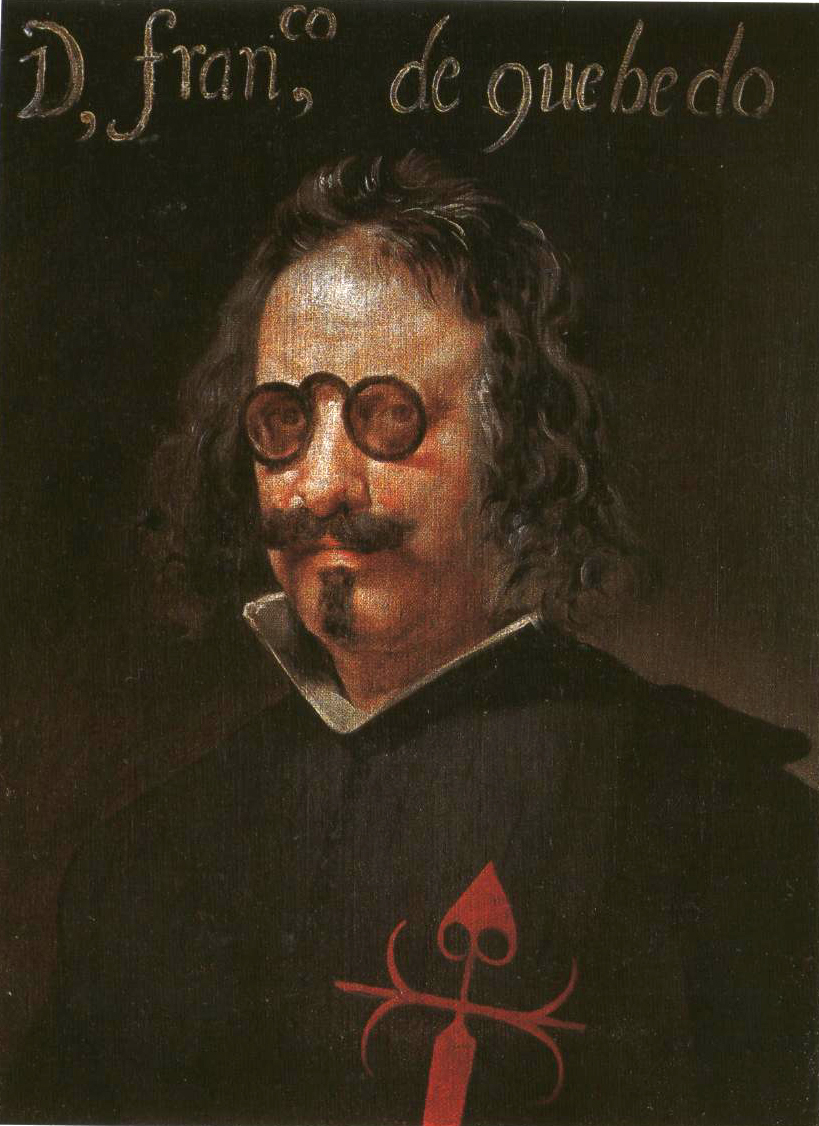
Francisco de Quevedo.

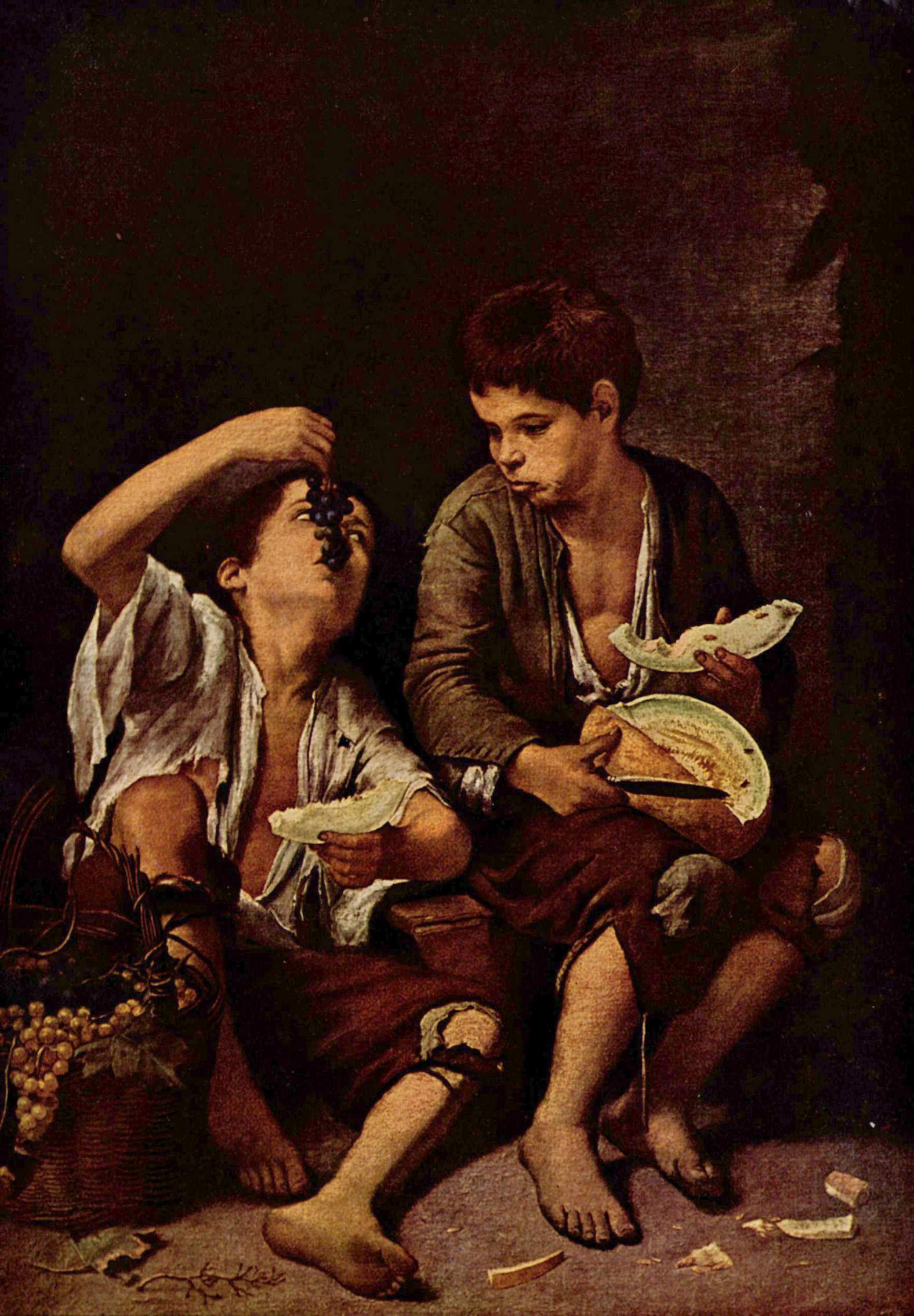
Pícaros comendo, de Murillo.

A batalha de Lepanto, em que coube a Espanha organizar a defesa da Europa contra o Império Otomano.

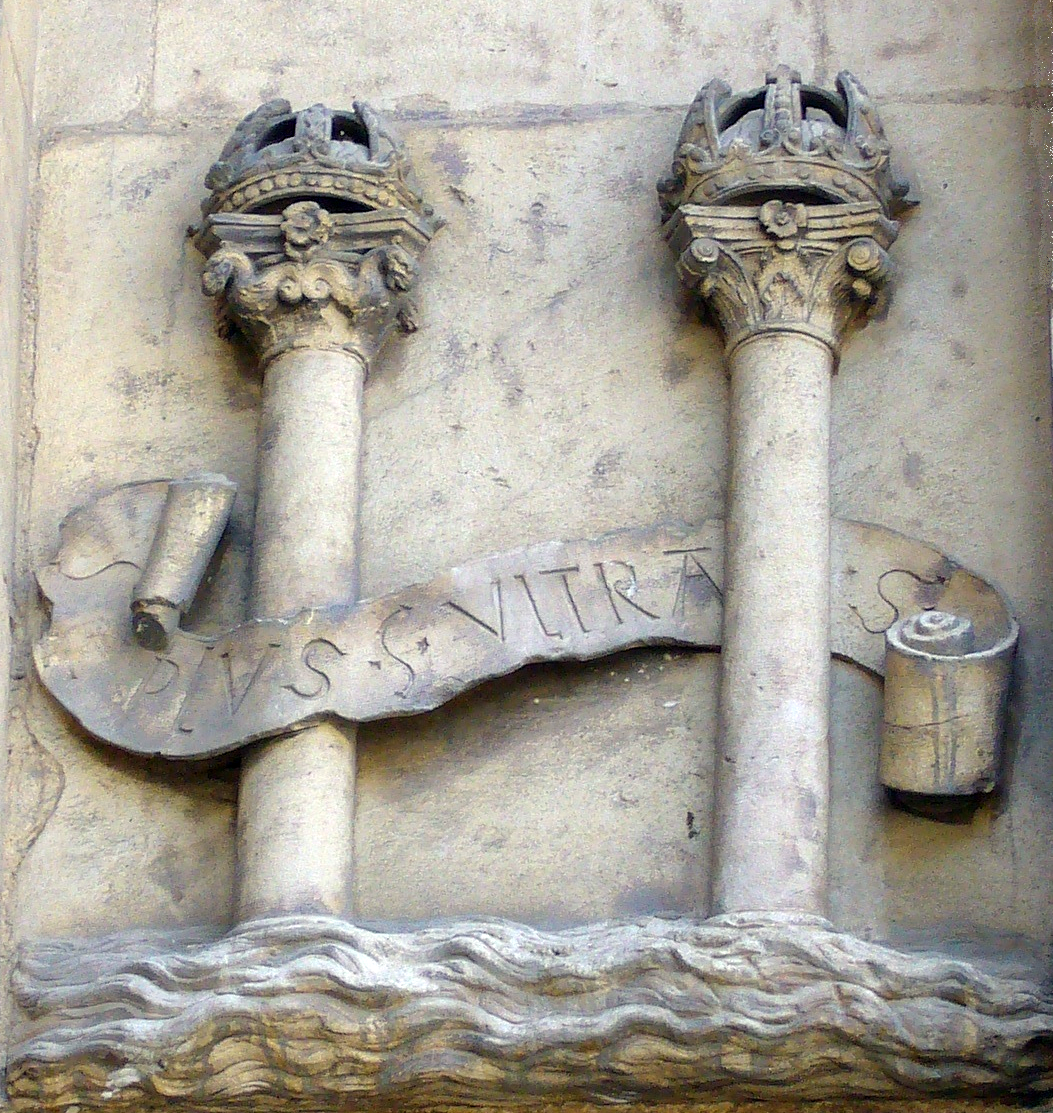
As Colunas de Hércules com o lema "Plus Ultra", símbolo do imperador Carlos V no ajuntamento de Sevilla (século XVII)

Por Século de Ouro entende-se a época clássica e o auge da cultura espanhola, essencialmente desde o Renascimento do século XVI até o Barroco do século XVII. Sujeito a datas concretas de acontecimentos chaves, seu início é marcado pela publicação da Gramática Castellana, de Antonio de Nebrija, em 1492, até a morte de Calderón de la Barca, em 1681.

## História
Nos finais do século XVIII, já se havia popularizado a expressão Século de Ouro, com a qual Lope de Vega aludia a si próprio e que suscitava a admiração de Don Quixote em seu famoso discurso sobre a Idade de Ouro. No século XIX, terminou-se de consagrar a expressão quando o hispanista norte-americano George Ticknor em sua história da literatura espanhola, aludindo ao famoso mito da Teogonia de Hesíodo, que imaginava uma série de idades de homens associados a metais distintos, cada vez mais degradados.
A partir de sua dinastia, os reis católicos delinearam um estado politicamente forte, consolidado mais adiante, cujos êxitos causaram inveja a alguns intelectuais contemporâneos, como Nicolau Maquiavel, porém, ideologicamente dominado por uma inquisição eclesiástica.
Os judeus que não se cristianizaram foram expulsos em 1492 e se dispersaram, fundando colônias hispânicas pela Europa, Ásia, e norte da África, onde seguiram cultivando sua língua e escrevendo literatura em castelhano, de forma que produziram também figuras notáveis, como o economista e escritor José Penso de La Vega, Miguel de Barrios, Juan de Prado, Isaac Cardoso, Abraham Zacuto, Isaac Orobio o Manuel de Pina. Também em janeiro de 1492 Castela conquista o bastião mouro de Granada, com o que finaliza a etapa política muçulmana peninsular, ainda que uma minoria mourisca habite, mais ou menos tolerada, até os tempos de Filipe III.
Além disso, em outubro desse mesmo ano, Cristóvão Colombo chega à América, e na ânsia guerreira cultivada durante as guerras medievais da Reconquista projetará sobre as novas terras, bem como sobre a Europa, o 'gesto mais extraordinário da história da humanidade', segundo o escritor e historiador Pierre Vilar.
Durante o apogeu cultural e econômico desta época, a Espanha alcançou prestígio internacional e influência cultural em toda a Europa. Tudo quanto provinha da Espanha foi amiúde imitado, e se estendeu a aprendizagem e estudo do idioma espanhol (consultar hispanismo).
As áreas culturais mais cultivadas foram a literatura, as artes plásticas, a música, e a arquitetura. O saber se acumulou nas prestigiadas universidades de Salamanca, e Alcalá de Henares.
As cidades mais importantes deste período são: Sevilha, por receber as riquezas coloniais e aos comerciantes e banqueiros europeus mais importantes, junto com a delinquência internacional; Madrid, como sede da corte, Toledo, Valência, e Saragoça.
No terreno das humanidades seu cultivo foi mais extenso que profundo, e de matiz mais divulgadora que erudita, apesar de que a filologia ofereceu testemunhos eminentes como a Bíblia Poliglota Complutense, ou a Biblia regis o de Amberes de Benito Arias Montano, enquanto que o cientificismo teve avanços importantes em Linguística (Francisco Sánchez de las Brozas e sua Minerva); as numerosas gramáticas de língua indígena realizadas pelos missionários, como consequência do descobrimento da América.
Houve também figuras eminentes na matemática (Sebastián Izquierdo, Juan Caramuel, Pedro Nunes, Omerique, Pedro Ciruelo, Juan de Rojas y Sarmiento, Rodrigo Zamorano), Física, Medicina, Farmacologia (Andrés Laguna), Psicologia (Juan Luis Vives, Juan Huarte de San Juan) e Filosofía (Francisco Suárez). Igualmente se desenvolveram, por causa do grande impacto que tiveram os descobrimentos dos novos povos, o Direito Natural, e o Direito das Gentes, com figuras como Bartolomeu de las Casas, influente precursor dos direitos humanos e defensor do jusnaturalismo em seu De regia potestate, e ainda Francisco de Vitória.
O Século de Ouro abarca os períodos estéticos que corresponderam ao Renascimento do século XVI (reinados de Fernando, o Católico, Carlos I e Filipe II), e o barroco do século XVII reinados de Filipe III, Filipe IV e Carlos II). O eixo destas duas épocas ou fases podem ser colocados no Concílio de Trento e na contra-reação.

## Literatura

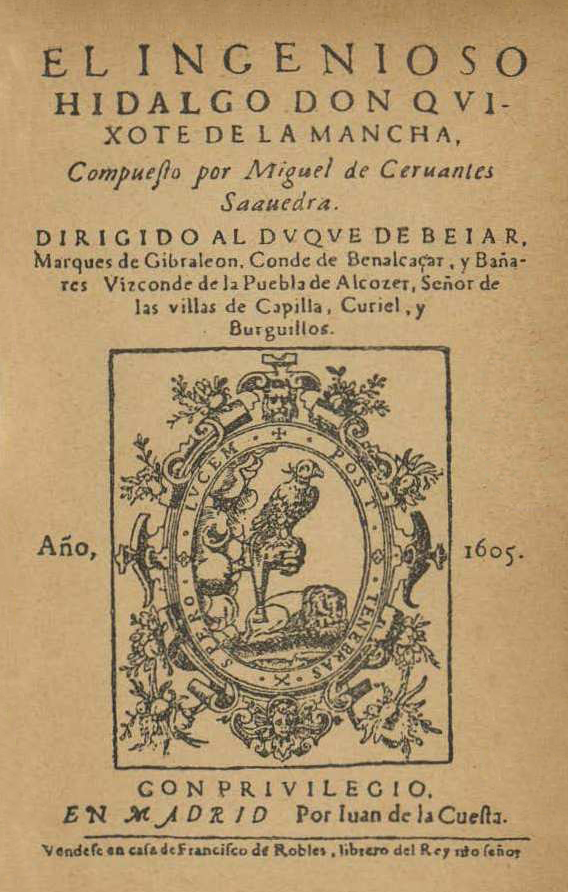
Capa da primeira edição de Don Quixote (1605).

A Espanha produziu em sua idade clássica algumas estéticas e gêneros literários característicos que foram muito influentes no desenvolvimento posterior da literatura universal.
Entre as estéticas, foi fundamental o desenvolvimento de uma estética realista e popular, tal como tinha sido preparado durante toda a Idade Média peninsular como contrapartida crítica ao excesso cavaleiresco e nobilizante idealismo do Renascimento: são criados gêneros trans-naturalistas como o celestinesco (Tragicomedia de Calisto e Melibea de Fernando de Rojas, Segunda Celestina de Feliciano de Silva, etc), a novela picaresca (Lazarillo de Tormes de autor anônimo, Guzmán de Alfarache de Mateo Alemán, Estebanillo de González), ou a novela polifônica moderna (Don Quixote de la Mancha) que Cervantes definiu como 'escritura desencadeada'.
A esta vulgarização literária corresponde uma subsequente vulgarização dos saberes humanísticos mediante os gêneros populares de miscelâneas com várias lições, extremamente lidas e traduzidas em toda a Europa, e cujos autores mais importantes são Pero Mexía, Luis Zapata de Chaves, e Antonio de Torquemada.
A esta tendência anticlássica corresponde também a fórmula da comédia nova criada por Lope de Vega, e divulgada através de seu Arte Nova de fazer comédias neste tempo (1609): uma explosão inigualável de criatividade dramática acompanhou a Lope de Vega e seus discípulos, que romperam com as unidades aristotélicas de ação, tempo, e espaço. 
Muitos destes temas provinham da rica tradição medieval pluricultural, árabe e hebraica, do Romantismo e da marca italianizante da cultura espanhola, por causa da presença política do reino espanhol na península itálica durante longos séculos. Por outro lado, gêneros dramáticos como o Entremés e a novela cortesã introduziram também a estética realista nos currais de comédia, e aidna uma Comédia de Capa e Espada tinha seu representante popular na figura do personagem gracioso.
A esta corrente de realismo popularizante sucedeu uma reação religiosa, nobiliárquica e cortesã do signo Barroco que também fez notáveis adições estéticas, correspondendo a uma época de crise política, econômica, e social. A linguagem clara e popular do século XVI, o castelhano vivo, criador, e em perpétua ebulição de Bernal Díaz del Castillo e Santa Tereza ("Sem afetação alguma escrevo como falo, e somente tenho cuidado em escolher as palavras que melhor indicam o que quero dizer" , escreveu Juan de Valdés sobre o que repetiram de Garcilaso quando dizia que "muitas vezes são melhor ouvidos / o puro engenho e quase silenciosa linguagem / testemunhas límpidas do humor inocente/ que a curiosidade do eloquente"") será sucedida, apesar de cronologicamente mais recente, a uma língua mais obscura, enigmática e cortesã do Barroco. Resulta, pois, que a literatura do Renascimento de até cinco séculos é mais compreensível que a língua barroca de até quatro.
A língua literária do Barroco se enriquece com as estéticas do conceptismo e do cultismo, cujo fim era elevar o nobre acima do vulgar, intelectualizando a arte da palavra; a literatura se transforma em uma espécie de escola, em um jogo e um espetáculo, e as produções moralizantes e por extremo engenhosas de Francisco de Quevedo e Baltasar Gracián distorcem a língua fornecendo mais flexibilidade expressiva e um novo berço de vocábulos (cultismos). O lúcido Calderón cria a fórmula do Auto-Sacramental que supõe uma vulgarização antipopular e esplendorosa da teologia, em deliberada oposição do Entremés, que sem embargo, todavia seguiu tendo curso.
Então, este autores embora sejam devedores e admiradores dos artistas do século XVI, a quem imitam conscientemente, para não se repetirem refinam suas fórmulas e estilizam aquilo que outros criaram, de forma que são aperfeiçoados os temas e fórmulas dramáticas já usadas por outros autores anteriores.
Ao final do século XVI se desenvolve notavelmente a mística (São João da Cruz, São João Batista da Conceição, São João de Ávila, Santa Teresa de Jesus) e a Ascética (frei Luis de León, frei Luis de Granada), para iniciar o século XVII em decadência após uma última corrente inovadora, o Quietismo de Miguel de Molinos.

### Poesia

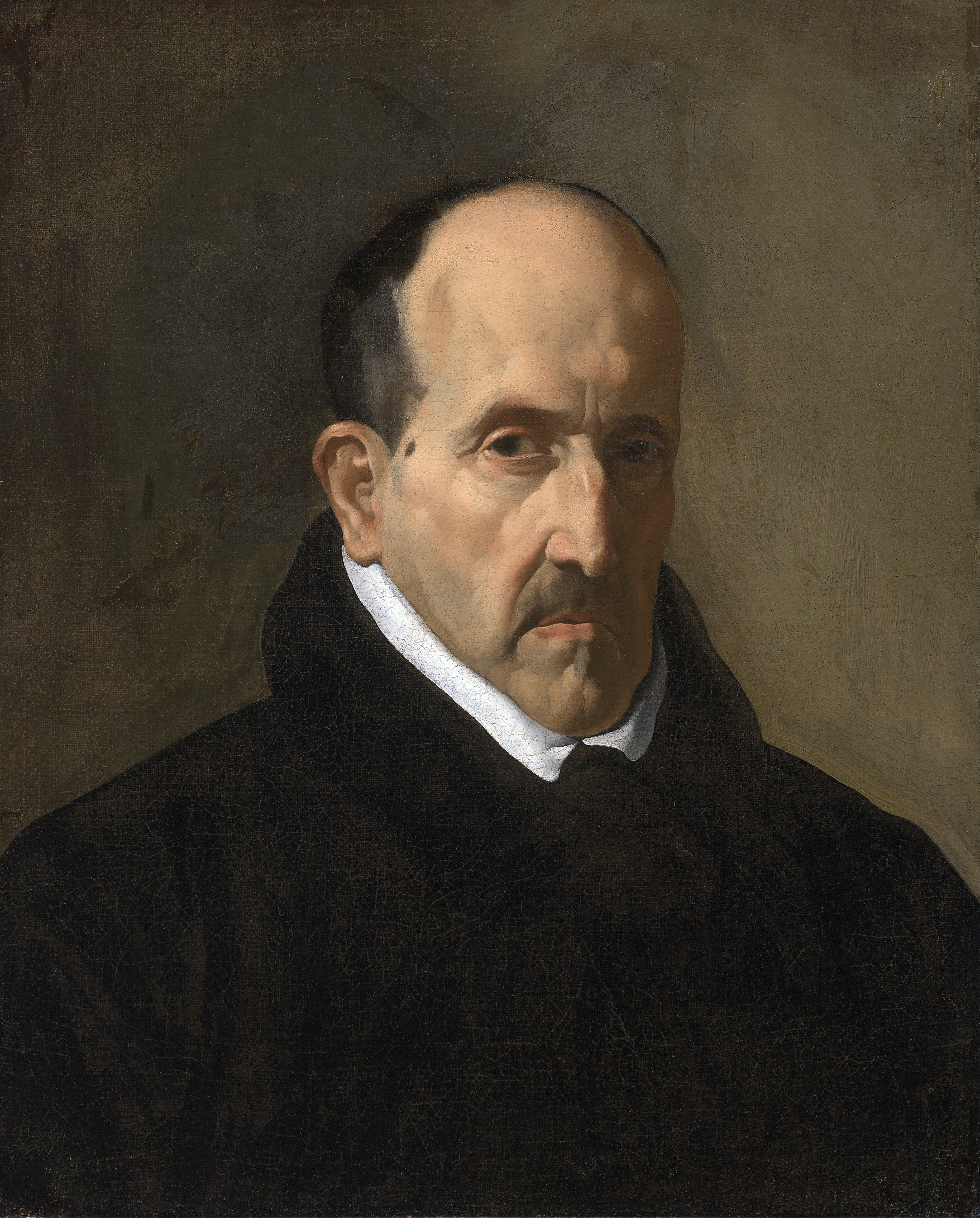
Luis de Góngora, por Velázquez.

A Espanha experimentou uma grande onda de italianismo que invadiu a literatura e as artes plásticas durante o século XVI, e que é um dos traços de identidade do Renascimento: Garcilaso de la Vega, Juan Boscán, e Diego Hurtado de Mendoza introduziram o verso hendecassílabo (de onze sílabas) italiano, o estrofismo, e os temas do petrarquismo. Buscaram escrever o manifesto da nova escola na Epístola a la duquesa de Soma e tradução de El cortesano de Baltasar de Castiglione em perfeita prosa castelhana; contra isto se levantaram nacionalistas como Cristóbal de Castillejo ou Frei Ambrosio Montesino, partidários do octossílabo e das coplas castelhanas, porém igualmente renascentistas.
Na segunda metade do século XVI, ambas as tendências coexistiram e se desenvolveram, a ascética e a mística, alcançando-se apogeus como os que são representados por São João da Cruz, Santa Teresa e Frei Luis de León; o petrarquismo segui sendo cultivado por autores como Fernando de Herrera, e um grupo de jovens novos autores começou a desenvolver um romance novo, às vezes de tema mourisco: Lope de Vega, Luis de Góngora e Miguel de Cervantes; o melhor poema épico culto , em espanhol, foi concebido nesta época por Alonso de Ercilla, La Araucana que narra a conquista do Chile por espanhóis , e entre as personagens excepcionais da lírica figuram poetas tão interessantes como Francisco de Aldana, ao lado de outros como Andrés Fernández de Andrada, os irmãos Bartolomé e Lupercio Leonardo de Argensola, Francisco de Rioja, Rodrigo Caro, Baltasar del Alcázar ou Bernardo de Balbuena.
Posteriormente, durante o século XVII, a expressão literária foi dominada pelos movimentos estéticos de conceptismo  e cultismo, expressado primeiramente na poesia de Francisco de Quevedo, e também na lírica de Luis de Góngora. O conceptismo se distinguia por uma economia na forma, a fim de expressar o máximo de significados em um mínimo de palavras; esta complexidade era expressada sobretudo pelo paradoxo e pela elipse.
O cultismo, pelo contrário, estendia a forma de um significado mínimo e se distinguia pela complexidade sintática, pelo uso constante do hipérbato que torna a leitura muito difícil, e pela profusão de elementos ornamentais e culturalistas no poema, que devia ser decifrado como um enigma.
Ambos parecem, sem embargo, as duas faces de uma mesma moeda que intentava abrilhantar a expressão para fazê-la mais difícil e cortesã. Luis de Gongora atraiu com seu estilo a poetas importantes de personalidade sensível como Conde de Villamediana, Gabriel Bocángel, Sor Juana Inés de la Cruz, e Juan de Jáuregui, enquanto o conceptismo teve seguidores mais admirados como o Conde de Salinas, como Lope de Vega, ou Bernardino de Rebolledo.

### Prosa

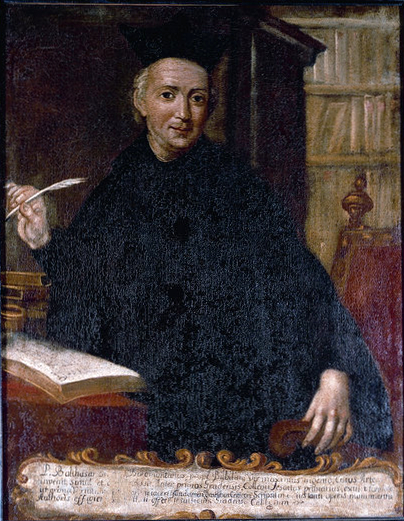
Baltasar Gracián.

A prosa no Século de Ouro ostenta gêneros e autores que tem passado à História da Literatura Universal. A conquista da América deu lugar ao gênero das crônicas, entre as quais podemos encontrar algumas obras maestrais, como as de Frei Bartolomé de las Casas, o Inca Garcilaso de la Vega, Bernal Díaz del Castillo, Antonio de Herrera y Tordesillas, e Antonio de Solís. Também são esplendidas algumas autobiografias de soldados, como as de Alonso de Contreras ou Diego Duque de Estrada. A primeira obra mestre foi, sem hesitação, La Celestina, a peça teatral inapresentável e originalíssima obra de um autor desconhecido e de Fernando de Rojas, que marcou para sempre o Realismo em uma parte essencial da literatura espanhola, cuja riqueza abona também de ficções cavaleirescas tão maravilhosas e fantásticas como os livros de cavalaria, menos lidos na atualidade do que merecem.
Houve conta também de que figuram entre as novelas mais destacadas de cavalaria do período outras como Tirant lo Blanch, escrita em valenciano, Amadis de Gaula; um autor característico do gênero foi Feliciano de Silva.
A novela picaresca tem entre as suas máximas criações obras mestres como Lazarillo de Tormes, uma sátira anticlerical e crua das ínfulas de nobreza e o sentido da honra da classe alta; a Vida del escudero Marcos de Obregón de Vicente Espinel, enche-se pelo contrário de alegria e de vida; El Buscón de Francisco de Quevedo, uma obra mestre do humor e da linguagem conceptista, e a obra de enigmática autoria Estebanillo González, que oferece uma visão esplendida da decadência da Espanha no cenário europeu, e da Guerra dos trinta anos.
A novela cortesã desde suas obras mestres que constituem as novelas exemplares de Miguel de Cervantes, cada uma em si mesma um experimento narrativo: seu imortal Don Quixote de la Mancha, da qual ia escrever um capítulo a parte devido à riqueza de conteúdo e as questões levantadas e que é o primeiro romance polifônico da literatura europeia.
A novela pastoril conta com obras mestres como as Dianas de Jorge de Montemayor e Gaspar Gil Polo, o Siglo de Oro en las selvas de Erifile de Bernardo de Balbuena. Já a Novela Bizantina conta com exemplos como El Peregrino en su patria de Lope de Vega, que realiza a façanha de colocar todas as suas aventuras na península, ou el Persiles de cervantes.
Uma novela filosófica aparentada deste gênero é o Criticón de Baltasar Gracián, uma alegoria da vida humana. A prosa doutrinal, eminentemente ensaística, tem por autores modelos Pero Mexía, Luis Zapata, Frei Antonio de Guevara (Epístolas familiares), Frei Luis de León (De los nombres de Cristo), São João da Cruz (Comentarios al Cántico espiritual y otros poemas), Francisco de Quevedo, e Diego Saavedra Fajardo (República literaria y Corona gótica).

## Teatro

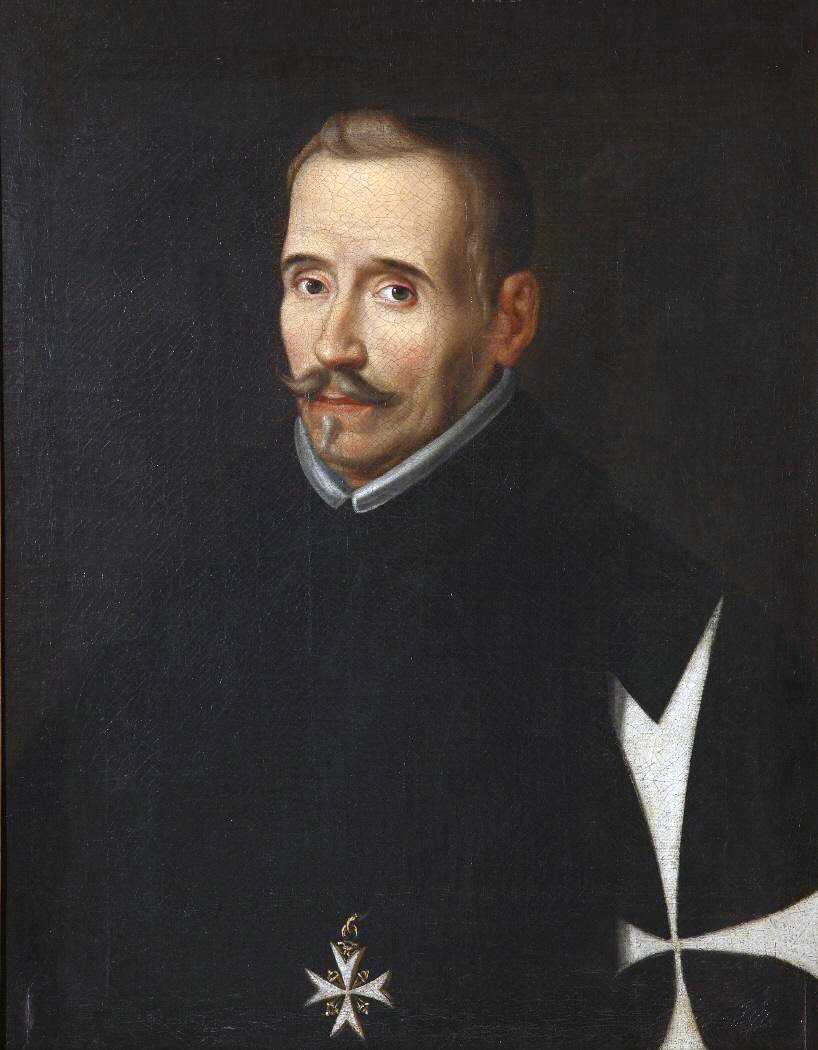
Lope de Vega.

O monstro da natureza como o chamou Cervantes, foi no século de ouro Lope de Vega, também conhecido como a fênix dos engenhos; autor de cerca de 1500 obras teatrais, novelas, poemas épicos e narrativos, além de várias coleções de poesia lírica, profana, religiosa, e humorística. Lope se destacou como consumado mestre do soneto. sua contribuição ao teatro universal foi principalmente de uma poderosa imaginação, da qual se aproveitaram seus contemporâneos e sucessores espanhóis e europeus, extraindo temas, argumentos, motivos, e toda sorte de inspiração.
Seu teatro polimétrico rompeu com as unidades de ação, tempo, e espaço, e também os modelos de estilo, mesclando o trágico e o cômico. Ele expôs sua peculiar arte dramática em Arte nuevo de hacer comedias en este tiempo (1609); flexibilizou as normas classicistas e aristotélicas para adequar-se ao tempo, e a abriu assim as portas da renovação da arte dramática. Além de tudo isto, também criou o modelo da chamada Comédia de Capa e Espada.
Junto a ele, destacaram-se os seus discípulos: Guillén de Castro que se abstém do personagem cômico e gracioso, e elabora grandes dramas cavaleirescos sobre a honra, junto às comédias de infelicidade conjugal ou tragédias nas quais trata do tiranicídio. Merecem menção também, Juan Ruiz de Alarcón que contribuiu com seu grande sentido de ética crítica dos problemas sociais e um grande mestre na construção e caracterização dos personagens; Luis Vélez de Guevara que se sobressaiu com seus dramas históricos e de honra; Antonio Mira de Amescua, muito culto e fecundo em questões de história e ideias filosóficas. Além de Tirso de Molina mestre na arte de complicar diabolicamente a trama e criar caracteres como o de Don Juan em El Burlador de Sevilla.
Outro grande dramaturgo áureo em criar uma escola própria foi Pedro Calderón de La Barca; suas personagens são frios raciocinadores e com frequência obsessivos; sua versificação reduz conscientemente o repertório métrico de Lope de Vega, e também o número de cenas, pois as estruturas dramáticas estão mais elaboradas e tendem à síntese. Calderón se preocupa também mais que Lope com os elementos cenográficos, e reelabora comédia anteriores, corrigindo, suprimindo, adicionando, e aperfeiçoando. Ele é um mestre na arte do raciocínio silogístico e utiliza uma linguagem abstrata, retórica, e elaborada, que no entanto, representa uma vulgarização compreensível do cultismo. Não obstante, destacou em particular o auto sacramental, gênero alegórico que trazia suas qualidades, o qual levou à perfeição, assim como a comédia.

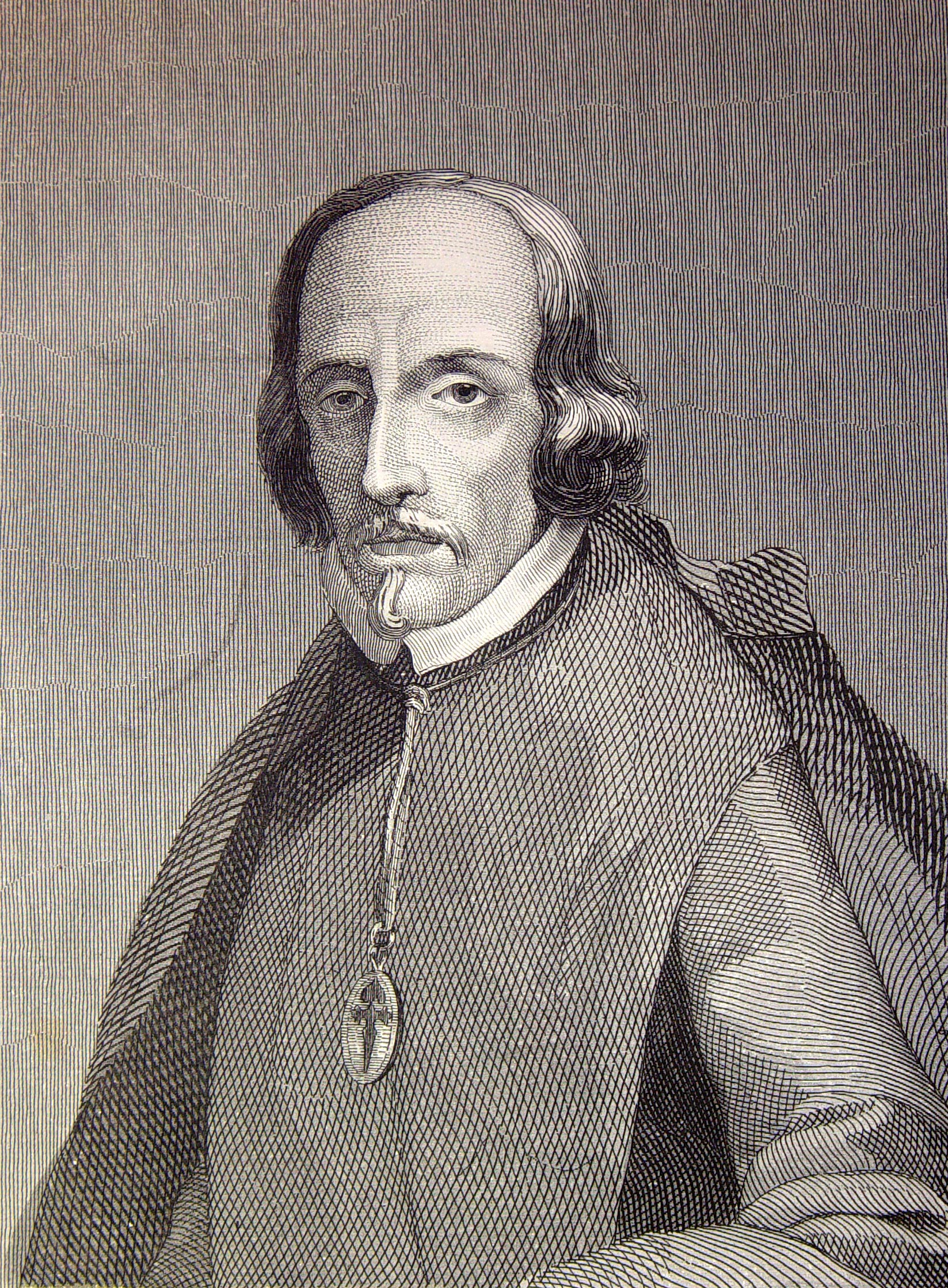
Pedro Calderón de la Barca.

Teve por discípulos e imitadores destas qualidades uma série de autores que recriaram obras anteriores de Lope e seus discípulos, polindo-as, e aperfeiçoando-as, como por exemplo: Agustín Moreto, mestre no diálogo e comicidade cortesã; Francisco de Rojas Zorrilla muito bem dotado tanto para a tragédia como para a comédia; Antonio de Solís também historiador e dono de uma prosa que já é neoclássica; e Francisco Bances Candamo, teorizador sobra o drama, além de outros autores menos relevantes.

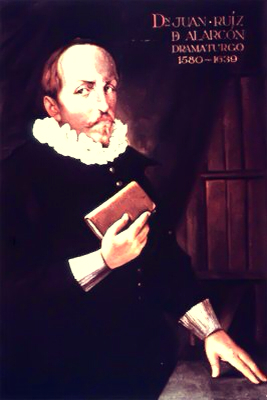
Juan Ruiz de Alarcón

Podem ser citadas como obras mestras representativas do teatro barroco espanhol a Numancia de Miguel de Cervantes, um sombrio drama heróico nacional; El caballero de Olmedo de Lope, drama ´poético, que beira o fantástico e cheio de ecos celestinescos; Peribáñez y el Comendador de Ocaña, antecedente do drama rural; El perro del hortelano, uma deliciosa comédia na qual uma mulher nobre faz joguetes com as intenções amorosas de seu plebeu secretário; La dama boba na qual há um conceito de que o amor melhora os seres aos quais martiriza; e por último Fuenteovejuna drama de honra coletiva. Estas são apenas algumas das peças com alguma escala de genialidade no período.
A peça Las mocedades del Cid, de Gullén de Castro, inspirou o famoso conflito conelliano de Le Cid de Pierre Corneille.
Outro gênero teatral importante, e muitas vezes descuidado da crítica, é o entremés no qual com melhor e maior objetividade é possível estudar a sociedade espanhola no século de ouro. Trata-se de uma peça cômica, de um ato, escrita em prosa ou verso, que se intercalam entre a primeira e segunda jornada das comédias. Corresponde à farsa europeia, e a foi um gênero destacado por autores como Luis Quiñones de Benavente e Miguel de Cervantes, entre outros.